# Барга
Барга (на италиански: Barga) е град и община в Италия, в региона Тоскана, провинция Лука. Общината се намира в планинния район, Долината на реката Серкио, на север от административния център Лука. Населението е около 10 327 души (2010).

## Побратимени градове
- Йеливаре, Швеция